# Rune Hermans
Rune Hermans (9 mei 1999) is een Belgisch voormalig gymnaste.

## Loopbaan
In 2016 nam ze voor de eerste keer deel aan de Olympische Spelen in Rio de Janeiro. In maart 2019 deelde ze mee dat ze afscheid nam van het professioneel turnen.

## Palmares
| Wedstrijd                              | Totaal | Totaal | Onderdeel | Onderdeel | Onderdeel | Onderdeel |
|                                        | Indiv. | Team   | Sprong    | Balk      | Brug      | Vloer     |
| -------------------------------------- | ------ | ------ | --------- | --------- | --------- | --------- |
| Olympisch Test Event 2016              |        | Brons  |           |           |           |           |
| WK 2016                                | 24     | 11     |           |           |           |           |
| Interland ITA-BEL-ESP-ROU 2016         | 10     | Brons  |           |           |           |           |
| Interland BEL-SWE-AUT                  | Zilver | Goud   |           |           |           |           |
| BK 2015                                | 6      |        |           |           |           |           |
| Int. tornooi Marseille Masters 2014    | Zilver | Brons  |           |           |           |           |
| EK junioren 2014                       | 9      | 6      |           |           |           |           |
| Interland FRA-BEL-ROU 2014             | 4      |        |           |           |           |           |
| BK junioren 2014                       | Zilver |        |           |           |           |           |
| Internat. tornooi Gymnix junioren 2014 | 6      |        |           |           |           |           |